# アスガルド (マーベル・シネマティック・ユニバース)
アスガルド (マーベル・シネマティック・ユニバース)は、『マーベル・シネマティック・ユニバース』（以下『MCU』）に登場する天体・国家である。本項では、惑星“アスガルド”と、地球の国家である“ニュー・アスガルド”について記述する。

## アスガルド（Asgard）
世界樹“ユグドラシル”に内包された“九つの世界”の頂点と言われる“神の国”。重力や呼吸できる大気があり、昼夜が訪れる点では地球や多くの惑星と同様であるが、この国の天体は上下2つの面に浮かぶ中央の島から外に向かって広がっており、上面はアスガルド人たちが暮らす土地で、下面は人々の居住には適していない凍てついた山国である。更に天体の2つの面の境界は、宇宙の端へと落ちる滝となっている。
国王であるオーディンや第1王子のソーをはじめ、数多くの国民が中世の民族衣装風の服装に身を包み、陸上での移動手段に馬を利用していることから、地球の開発途上国と一見類似しているようなイメージだが、実際には九つの世界や全宇宙の中でも最高水準の科学技術を有するなど、高度な文明を誇る。
この惑星の外から入国するには原則的に“ビフレスト”を通らなければならないが、別の出入り口も複数存在する。
だがこの国の繁栄は、太古の時代に全宇宙征服の野望を抱いたオーディンと娘のヘラによって、宇宙各地から簒奪した資源や数々の宝物などで築かれたものだった。しかしオーディンは、征服が一段落すると改心して今後侵略行為を一切行なわず、平和で統治すると誓い、世界を守護する使命を戦士たちに課した。
何千年に亘って九つの世界の頂点としての位と、本国の秩序、平和を維持していたが、地球暦2017年時のヘラの襲来と“ラグナロク”の発生により、本国は惑星ごと崩壊し、宇宙から完全に滅亡する。

### 上面
アスガルド人が暮らす上面部分は常に好天で、都市は永久的な春の気候であるため、花の開花と収穫期が同時に訪れるという。

#### 王都
海に面した肥沃な谷に築かれ、数千年に渡って続いてきたアスガルド唯一の自治区である広大な都市。建造物は古いものと近代的なものそれぞれが混在し、王家の領地に近づくとよりモダンで未来的な建造物が多数を占めるようになる。黄金色の特異な形状の建造物が多数散見され、巨大な浮遊物も見られる。王家の領地の中心部には国の象徴的施設の王宮をはじめ、王室の鳥小屋と馬小屋、ヴァルキリーの記念碑が立つエインヘリャルの兵舎などが構えられている。
また、都市の外れには複数の小島が浮かび、先代国王であるボーの銅像が建てられている小島や前述の出入り口の1つが存在する。
ヴァーラススキャルヴ（Valaskjalf） 
パイプオルガンのような外観をした、アスガルド王家の宮殿。“フリズススキャールヴ”という高座が置かれた謁見の間や、式典も執り行うホール、バリヤーに包まれたベッドが置かれるオーディンの寝室、武器庫、美しい空間が広がる王の部屋、医務室、エナジー・シールドの動力炉などの内部の設備や、外部に複数ある自動追尾機能搭載の対空砲台と宮殿全体を覆うエナジー・シールドなどが点在している。通路にはアニメーションのように被写体が動く天井画があり、“氷の巨人族”との休戦協定などが描かれていたが、その裏には太古の時代のオーディンとヘラによる全宇宙征服のための戦いが描かれた別の天井画が隠されていた。
武器庫
王宮の下層部に造られた、さまざまな力を持つ武器やアイテムを保管・展示する貯蔵庫。庫内の警備には鉄格子の奥に待機する“デストロイヤー”があたり、有事の際には鉄格子が消失しデストロイヤーが起動する。ヴァルキリーのかつての戦闘服もここに保存されていた。更に最下層部には、ヘラに仕えた兵隊のミイラと“フェンリス”の亡骸が安置されていた。
地球暦2010年時に、庫内は侵入した氷の巨人によって見回りの衛兵ごと氷漬けとなってしまったが、デストロイヤーに退治され、奪われた物は皆無だった。
牢獄
九つの世界で罪を犯し、アスガルド人と敵対した者の身柄を投獄する施設。王宮の地下に構えられ、囚人を収容する各部屋の中は小綺麗さを感じるほど純白で、部屋と廊下との仕切りに壁状のエナジー・シールドが貼られており、これに触れるとダメージを負う。
2013年時にはロキや多数の囚人を収容したが、“ダーク・エルフ”のアルグリム/カースによってロキ以外の囚人が解放され、暴動を引き起こす。

#### 山地
王都から離れた山地には、雪が積もった山頂から滝に削られた谷と、“ダイン”、“ドゥネイル”、“ドュラプラ”、“ドゥヴァリン”という4種の鹿や鷹の“ハブロック”が住む森が存在する。また、山の麓には葡萄畑があるという。
避難所
岩山の奥深くにある洞窟を利用した避難所。劇中で確認できた設備は、内部の照明である複数の松明と、ユグドラシルが彫られた巨大な扉のみで、扉は正面の地面に刻まれた紋様へかざした掌をなぞるように動かすことで開かれる。
ヘラがアスガルドに侵攻した際にヘイムダルは、多数の民をここに匿い、彼女がスカージの案内で現れた際にはもう一つの出入り口から民たちを速やかに避難させている。

#### ヘミンビョルグとビフレスト
ヘミンビョルグ（Himinbjorg）
アスガルドの断崖にあり、虹の橋の先端に建てられた天文台。普段はヘイムダルがビフレストの門番としてここに待機し、自らの両目で他の八つの世界をはじめとする多くの惑星を見据えている。内部の中央の“ビフレストの錠”に、ホーフンドもしくはグングニルを挿入することで、他の八つの世界のいずれかにビフレストを任意で架けることができ、その際には錠から稲妻状のエネルギーが天文台内に放出され、地下の動力炉が起動。天文台の外壁が高速回転しながら傾斜し、目的地である世界へ虹色のエネルギーを放出して架け橋となる。錠には橋を架けた世界に滞在する者と交信できる機能もあり、ヴァーラススキャルヴの外周に巨大なドーム状のエナジー・シールドを展開するための起動装置としても使用され、後者の際にもホーフンドを装置に挿入する必要がある。
ビフレストがロキに悪用された際には、ソーによって破壊されたが、2013年時には完全に修復された。また、2017年時にはオーディンに擬態したロキに解任されたヘイムダルに変わってスカージが門番に就く。
ビフレスト（Bifrost）
本土の王都からヘミンビョルグに繋がる虹の架け橋と、ユグドラシルに内包された他の世界への移動手段となる虹の架け橋の総称。前者は実体化したエネルギーの通り道として常時アスガルドに存在しているが、後者は他の世界への移動時にのみエネルギー体の橋としてヘミンビョルグから放出され、放出中に橋の出入り口に接近した者を橋の中へ吸引し、目的の世界へ高速移動させる。この際目的の世界では、上空に磁気嵐が発生し、エネルギーが命中した地面には巨大な焼印のような文様が残る。また、目的の世界からアスガルドへ帰還する際にも、原則的に文様の跡地から帰還する。
しかし橋を移動中にトラブルなどで橋に激突すると、外宇宙や他の惑星へと飛び出してしまったり、橋が差し架かろうとする際に無理矢理割り込んだ者は、橋のエネルギーを浴びた部位が切断されてしまうなど、安全且つ難無く九つの世界を行き来できるとは言えない移動手段でもあり、更に橋を架けた状態を維持したり、橋のエネルギーを最大限に広げると、繋げた世界を焼き尽くし滅ぼせる戦略兵器的な使い方も可能で、ロキはこれを利用して“ヨトゥンヘイム”を滅ぼそうとした。
また、ヘラのアスガルド侵攻の際には、実体化した橋の上が国民たちの避難通路と、ソーたちの決戦の場となる。

### 国民

#### 王家
オーディン（Odin）
北欧神話の主神にして、戦争と魔術を司る全能の神“オーディン”のモデルである、アスガルドの国王。ソーやヘラの実父にしてロキの養父であり、この世の始まりからアスガルドと九つの世界の民を守ってきた。しかし現代においては、寿命を迎える時期が迫ってきており、地球暦2013年のダーク・エルフのアスガルド侵攻後、ロキにより記憶を封じられて地球へ追放され、それから4年後に駆け付けたソーとロキの目の前で光の粒子となって消滅し、帰らぬ人となる。
フリッガ（Frigga）
北欧神話の女神“フリッグ”のモデルである、アスガルドの王妃。夫のオーディンと共に、実子のソーと養子のロキを分け隔てなく育てた良妻賢母で、熟練した魔女でもあり、有事の際に必要とあらば自らも優れた剣術と幻術を披露して戦う実力者である。地球暦2013年のダーク・エルフ侵攻時に、ジェーン・フォスターを庇った代償としてアルグリム/カースによって命を奪われてしまう。
ソー

ロキ（Loki）
北欧神話の悪戯の神“ロキ”のモデルである、アスガルドの第2王子にして、ソーの義弟。氷の巨人の王のラウフェイの実の息子という出自を有し、ソーに対して嫉妬心や劣等感を抱き、数々の事変を掻き乱して対立・共闘を繰り返してきた。
しかし地球暦2018年に、サノスらの襲撃を受けた際、ソーを救おうとして相手に挑んだが、力及ばずサノスの手にかかり命を落とす。
ボー（Bor）
演 - トニー・カラン
日本語吹替 - 石田圭祐
登場作品 -  『マイティ・ソー/ダーク・ワールド』
北欧神話の男神“ボル”のモデルである、オーディンの父にして、アスガルドの先代国王。故人。5000年前にエーテルによって全世界を支配しようとしたダーク・エルフに対し、自軍を率いて戦いを挑み、エーテルを奪取して勝利した後、エーテルを地中深くに封印するように指示した。
ヘラ（Hela）
北欧神話の死者の国を支配する女神“ヘル”のモデルである、オーディンの最初の子どもで、ソーの姉にあたる死の女神。かつてオーディンと共にアスガルドを強大な帝国に造り上げるも、改心したオーディンによって追放・封印されていた。
しかし現代においてオーディンが亡くなったことによって封印が解けて復活し、アスガルドに帰還。アスガルドの民たちを恐怖で震え上がらせ、九つの世界と全宇宙へ暴虐の限りを尽くして支配しようと目論むも、ソーたちとの激闘の末に倒される。

#### 戦士
ヘイムダル（Heimdall）
演 - イドリス・エルバ
日本語吹替 - 斉藤次郎
北欧神話の光の神“ヘイムダル”のモデルであるアスガルドの戦士にして、ビフレストとヘミンビョルグの番人。長年愛用の長剣“ホーフンド”でビフレストを起動させる使命に就いていたが、地球暦2018年にサノスの手によって命を落とす。
ヴォルスタッグ（Volstagg）
演 - レイ・スティーヴンソン、フレッド・タタショア
日本語吹替 - 咲野俊介
“大いなるヴォルスタッグ”と呼ばれる戦士で、ソーやヘイムダル、シフと深い友情で結ばれた冒険家3人組“ウォーリアーズ・スリー”の一員。巨大な両刃の戦斧を振るい豪快に戦う豪放磊落で大食いの巨漢。
描写
『マイティ・ソー』
物語前半で自身らが氷の巨人群と乱戦したことにより、アスガルドの情勢がヨトゥンヘイムと戦争直前までに悪化したにもかかわらず、猪4頭、雉6羽、牛半分、酒2樽を平らげた。ソーを迎えに行った地球のデストロイヤー戦では、ファンドラルとホーガンに投げ飛ばされる特攻戦法も見せ、物語ラストの祝宴会で作り話も交えて皆に話す。
『マイティ・ソー/ダーク・ワールド』
本作では妻の“ヒルデグント”と3人の実子が祝宴のシーンに登場する。本作冒頭の“ヴァナヘイム”での戦闘や、牢獄の暴動対処でも活躍し、残された敵機の前にやってきたソーへはエールを送ると同時に、「もし裏切ったら…」という警告をロキにぶつけて見送り、挑みかかってきたエインヘリャルの兵士たちを身体を張って喰い止める。
マレキス打倒後、シフと2人でタニリーア・ティヴァン/コレクターの下に赴き、回収したエーテルを預ける。
『マイティ・ソー バトルロイヤル』
本作で最期を迎えることになる。スカージがヘミンビョルグ内の汚れた床を掃除していたときに、彼の代わりにビフレストの錠の位置に立っていた。アスガルドへ戻ってきたヘラに身構えるも、彼女の連続攻撃で絶命する。
ファンドラル（Fandral）
演 - ジョシュア・ダラス、ザッカリー・リーヴァイ、マックス・ミッテルマン
日本語吹替 - 小松史法、遠藤大智
“鮮烈なるファンドラル”と呼ばれる戦士で、ウォーリアーズ・スリーの一員。一振りの長剣を鮮やかにふるい戦う、やや苛烈で女好きの男。
描写
『マイティ・ソー』
物語前半のヨトゥンヘイムでの大乱戦では負傷し、帰還直後に介抱される一幕もあったが、瞬く間に回復し、呑気に食事をするヴォルスタッグと揉めることもあったが、地球でも皆と行動を共にし、ロキが操るデストロイヤーに戦いを挑んだ。
『マイティ・ソー/ダーク・ワールド』
ヴァナヘイムでの戦闘や、牢獄の暴動対処では鮮やかな剣捌きで活躍し、ソーがロキにも協力させると提案すると「裏切るぞ」と真っ先に忠告するが、それでもソーに力を貸すことを決意し、彼らが敵機から乗り換える予定の“スキッフ”を自身で操縦して託し、追手の兵士たちを詫びながら倒すと、秘密の通路へ向かうソーを見送る。
『マイティ・ソー バトルロイヤル』
本作で最期を迎えることになる。スカージが汚れたヘミンビョルグ内の汚れた床を掃除していた際に、ヴォルスタッグの隣で構えていたが、自身もヴォルスタッグと同時にヘラの連続攻撃で絶命する。
ホーガン（Hogun）
演 - 浅野忠信、デヴィッド・チェン
日本語吹替 - 浅野忠信、さかき孝輔
“強面のホーガン”と呼ばれる、ヴァナヘイム出身の戦士で、ウォーリアーズ・スリーの一員。戦闘では棘の収納が可能なモーニングスターをふるい、短剣の投擲も披露する。皆よりも寡黙だが、友との触れ合いの中では柔和な表情を見せることもあり、完全に肩書き通りの人物ではない。
描写
『マイティ・ソー』
氷の巨人群との乱闘後、ロキの行動や態度とラウフェイの言から、氷の巨人の暗躍とソー追放の裏にロキが関与していると逸早く推測し、ロキに反対されても自分たちだけでソーを迎えに行こうと提案した。地球でも皆と共にデストロイヤーに戦いを挑んだ。
『マイティ・ソー/ダーク・ワールド』
本作ではソーたちと共に故郷の暴動を制すると、ソーから勧められたこともあり、彼に感謝の言葉を送って帰郷する。そのため出番は少ないが、クライマックスで、惑星直列の影響で発生した世界の境目から現れたミサイルと、それを発射してヴァナヘイムに迷い込んだ地球の戦闘機2機に軽く驚いた様子も見せる。
『マイティ・ソー バトルロイヤル』
本作で最期を迎えることになる。都に入ろうとするヘラに対して、兵を率いて降伏を迫って戦いを挑むも返り討ちにあい、ヘラの攻撃で串刺しとなり絶命する。なお、ソーがウォーリアーズ・スリーの最期を知った描写はない。
シフ

ティール（Tyr）
演 - クライヴ・ラッセル
日本語吹替 - 佐々木敏
登場作品 - 『マイティ・ソー/ダーク・ワールド』
北欧神話の軍神“テュール”のモデルである、アスガルドの戦士にしてエインヘリャルの団長。冒頭でシフの訓練相手を務め、後に王宮に匿ったジェーンを連れ出そうとした際には、ソーたちに彼女を連れていかれたとオーディンに報せる。
ヴァルキリー（ブリュンヒルデ）

スカージ（Skurge）
演 - カール・アーバン
日本語吹替 - 楠大典
登場作品 - 『マイティ・ソー バトルロイヤル』
ヘイムダルに代わってヘミンビョルグの番人を務めている戦士。父親が石工であるらしく、ヴァナヘイムの戦いにも参加したと本人は言及している。
がさつで単純な性分の男で、自分の実力を認めさせて上にのし上がりたいという願望を持つものの、現在の役職を乱用して武器などの収集を宇宙中で行い、仕事中にはべらかしていた美女たちに銃器を自慢したり、ビフレストを架けたまま持ち場を長く離れてヘイムダルにホーフンドを奪還されるなど、責任感はかなり低く、屈強な体躯とは裏腹に、圧倒的な力を持つ敵を目前にすると追従してしまう日和見主義者でもある。
ヘラがアスガルドに帰還した際、命を奪われることを恐れて、彼女にひれ伏してしまい、ヘラの側近的存在となって死刑執行人の役割も与えられる。だが、おびえ嘆く民衆の様子を目の当たりにして自身の行為に躊躇いを抱き、結局ロキたちが乗ってきたステイツマンに身を隠しながら民衆に紛れて乗船する。しかし本船が危機に陥ると、覚悟を決めてヘラに反旗を翻し、捨て身の戦いを挑むが、ヘラの一撃の犠牲となる。

#### その他
エイア（Eir）
演 - アリス・クリーグ
日本語吹替 - 寺内よりえ
登場作品 - 『マイティ・ソー/ダーク・ワールド』
北欧神話の女神“エイル”のモデルであるアスガルドの医師。ソウル・フォージを操作して、ジェーンの体内の様子を調べる。
ソーを演じる役者

ロキを演じる役者

オーディンを演じる役者

### 戦士団
エインヘリャル（Einherjar）
アスガルド軍の勇敢なるエリート戦士団。青みがかった灰色のマントなどの高級感ある武具と、長槍や長剣と盾などの武器などを装備し、平時は王宮の守衛として仕える。因みに北欧神話に登場する“エインヘリャル”は、“戦死した勇者の魂”である。
惑星直列の際にはソーたちと共に戦い、ソーがジェーンとロキをアスガルドから連れ出そうとした際には喰い止めようとする。
ヘラがアスガルドに帰還・侵攻するとホーガンと共にヘラに挑むが、なす術なく全滅する。
ヴァルキリー（Valkyrie）
太古のアスガルドを守護し、王に忠誠を誓う最強の選ばれし女戦士の一族及び一団の総称。彼女たちは皆片前腕に一族の紋章を施し、薄い灰色を基調とした戦闘服に身を包んで、”アラゴーン”を愛馬としていた。ソーも幼少時代に女族と知るまで憧れ、ヴァルキリー（ブリュンヒルデ）の素性を知った時には敬意を表した。
太古の時代に追放されたヘラが反乱を起こした時、オーディンの命を受けて鎮圧のために“ヘル”へ向かったが、ブリュンヒルデ以外の戦士たちはヘラに返り討ちにされて全滅。この一件でブリュンヒルデはアスガルドを去って、惑星“サカール”に移住した。
因みに北欧神話に登場する“ヴァルキリー”は“戦場で生きる者と死ぬ者を定める女性”である。

### 武器・アイテム・テクノロジー

#### 武器・兵器
ムジョルニア（Mjølnir）
北欧神話の鎚“ミョルニル”のモデルである全能の鉄鎚。ソーに愛用される。
グングニル（Gungnir）
登場作品：『マイティ・ソー』、『マイティ・ソー/ダーク・ワールド』、『マイティ・ソー バトルロイヤル』
北欧神話の槍“グングニル”のモデルであり、“王の杖”・“万能の槍”と言われる、アスガルドの王位のシンボルたる黄金色の長杖。九つの世界を内包するユグドラシルを象徴するデザイン且つ、一振りで巨人を薙ぎ倒す威力と炎状の光弾を放つ能力を有し、デストロイヤーを操る媒体としても、ビフレストを起動させるキーとしても使用できる。
主にオーディンが保有・使用するが、5000年前は、ボーが所持していた。ロキも穴埋めとして王座に就いた際のソーとの争いや、オーディンに擬態した際に握り、ヘラとの戦いではソーがアスガルドの宮殿でこれを振るい、白兵戦を挑むも、大した戦果は挙げられずに終わる。
ホーフンド（Hofund）
北欧神話の聖剣“ホーフンド”のモデルである、長さ1.6mの長剣。武器としても、ビフレストやアスガルドの王宮のエナジー・シールドの動力炉を起動させるキーとしても運用される。
ヴァルキリーの武装
ヴァルキリー（ブリュンヒルデ）は、ヴァルキリー（部隊）時代に着用していた“ヴァルキリーアーマー”や決して折れないと言われる名剣“ドラゴンファング”を愛用する。

デストロイヤー（The Destroyer）
登場作品：『マイティ・ソー』
アスガルドの王宮の武器庫を守護する、体高数メートルの人型兵器。ヴォルスタッグは「メタルの巨人」とも呼称した。動力源は人間もしくはアスガルドの神の魂か生命力で、オーディンしか全貌を知らない特殊な金属でできており、グングニルを持つ者に操作され従う。操作する者は遠方からでもこの兵器の周囲を認知できる。アスガルドの戦士が束になってかかっても圧倒するほどのパワーを持ち、顔面の左右がシャッターのように開いて強力な白熱エナジーのブラストを放つ。また、ボディの構造が変幻自在なため、全身を捻り曲げることも可能で、頭部の向きを180度捻り曲げて後方の敵へブラストを放つ戦法も見せた。
武器庫に氷の巨人群が侵入した際には、オーディンが起動・操作し、素早く氷の巨人群を撃破した。後に王座に就いたロキが、ソー抹殺のために起動・操作し、地球のニューメキシコに現れ、S.H.I.E.L.D.のエージェントたちや、ソーの仲間たちを圧倒したが、ムジョルニアを手にし復活したソーには為す術もなく粉砕される。
デス&トロイ（Des and Troy）
登場作品：『マイティ・ソー バトルロイヤル』
スカージが収集した武器の一種である、 2丁のM16アサルトライフル。地球のアメリカ合衆国・テキサス州から持ってきたといわれ、はべらかしていた美女2人に自慢するほど、スカージが集めた武器の中でも一番のお気に入りであるという。
“死の兵士群”からアスガルドの民を救うためにスカージがこれを駆使して奮戦する。

#### アイテム・金属
武器庫のアイテム
登場作品：『マイティ・ソー』、『マイティ・ソー バトルロイヤル』
古の冬の小箱（Casket of Ancient Winters）
地球暦965年の戦いでアスガルド軍がヨトゥンヘイムの寺院から奪った禍々しい小箱。氷の巨人の力の源であり、巨人が使うことで箱から強力な冷気を放ち、全世界を氷河期に帰すこともできる。これを所有することでオーディンはラウフェイらと休戦協定を結んだ。
現在はヴァーラススキャルヴの武器庫内の“「フィンブルの冬」の台座”に置かれて保管されているが、自身の出自に疑問を持ったロキがこれを手にすると、彼を本来の氷の巨人の姿へと数秒だけ変貌させ、ロキは自分が氷の巨人族の一人だと確信した。そしてロキはこの箱を持ち出して、自らに反旗を翻したヘイムダルを氷漬けにする。
ヘラからは「弱い」と評される。
エターナル・フレイム［永久の炎］（Eternal Flame）
太古の時代にオーディンがスルトから奪い取ったと言われる、神秘的で決して消すことのできない炎を常に灯す火桶。その炎を亡骸に与えることで、死者を復活させることができ、掌大の小さな炎でも多数の者を同時に復活させることができる。
ヘラはこの炎そのものを直接手にとり、太古のミイラやフェンリスに与えて前者を死の兵士の群れに変貌させ、後者と共に配下とした。また、ソーとヘラの決戦の最中、ロキがスルトの冠をこの炎へ焼べたことで、スルトが復活する。
インフィニティ・ガントレット［レプリカ］（Fake Infinity Gauntlet）
“インフィニティ・ストーン”の力を最大限に発揮できる金色のグローブのレプリカ。本物と異なり右手用となっており、そのためかヘラには即座にレプリカと見抜かれた。
ヴァーラススキャルヴの武器庫には上記のもの以外に、“生命と時間の石版（Tablet of Life and Time）”、“ウォーロックの眼（Warlock's Eye）”、“音叉（Tuning Fork）”などのアイテムも保管・展示されている。
ブック・オブ・ユグドラシル［世界樹の本］（Book of Yggdrasil）
登場作品：『マイティ・ソー/ダーク・ワールド』
ヴァーラススキャルヴのオーディンの図書室にある本。惑星直列の予言とダーク・エルフについての情報が記述されており、後者についてはページを開くと、ダーク・エルフらがエーテルを作る様子をアニメーションのように浮かび上がらせる。オーディンがソーとジェーンに、エーテルについて伝えるためにこの本を開く。
ウル（Uru）
登場作品：『アベンジャーズ/インフィニティ・ウォー』
アスガルドに存在する神秘の特殊金属。ムジョルニアやグングニルをはじめとするアスガルドの武器の多くがこの金属を材料に作られた。この金属を加工できるのは、惑星“ニダベリア”に住む“ドワーフ”たちであり、現代においてもエイトリたちドワーフは、この金属を鍛錬・加工してサノスの“インフィニティ・ガントレット”や、ソーの新武器“ストーム・ブレイカー”を作成する。

#### 装置・ビークル
ソウル・フォージ（Soul Forge）
登場作品：『マイティ・ソー/ダーク・ワールド』
ベッド型の医療装置。四隅の湾曲した柱から発生させた量子フィールドによって、ベッドに寝かせた患者の身体の異常を明確に投影する。この装置で診察を受けたジェーンはこれを“量子場発生器”と呼んだ。
スキフ（Skiff）
登場作品：『マイティ・ソー/ダーク・ワールド』、『マイティ・ソー バトルロイヤル』
アスガルド軍が国の防衛のために使用する、空飛ぶ小舟。一本の舵棒で操縦し、船体後部の猛禽類の翼のような形状の主翼を直立させて飛行する。武装は機首部分のガトリングガンと、両主翼脇のミサイル砲。ダーク・エルフのアスガルド侵攻時や、ジェーンやロキをスヴァルトアールヴヘイムへ連れ出そうとするソーへの対抗時に運用され、ファンドラルも1隻奪い取って操縦し、彼からそのまま託されたソーはジェーンを連れ、同乗させたロキに舵を切らせて、スヴァルトアールヴヘイムへ向かう。
アスガルドに侵攻を開始したヘラに対しても10数隻運用されたが、全く歯が立たずに全て撃墜される。

### 行事
戴冠式
アスガルドの王位を資格ある者へ継承させる式典。
葬儀
命を落としたアスガルド人のための儀式。その形式は亡くなった人物の亡骸を小舟に乗せ、無数の灯篭を浮かばせた海の向こうに流し、兵士の一人が遠方から弓矢で火を放って火葬して、参列者全員が魂の宿りの塊をあげる、というものである。
“アスガルドのロキの悲劇”
ダーク・エルフとの戦いでロキが刺された時の出来事を題材にした茶番劇。当然ロキが讃えられるように内容は脚色されており、同時にロキがヨトゥンヘイム出身の巨人族の子だという事実を明示する演出も加えられている。

### その他
アスガルドには「狼の耳あるところに狼の牙近し」という諺がある。 

### 各登場作品での描写
『マイティ・ソー』
本作においてMCU初登場。
オーディンに“オーディン・スリープ”の時期が近づいたことで、第1王子のソーへ王位を継承させるための戴冠式が執り行われたが、氷の巨人が武器庫へ侵入する事態が発生し、式典は中止となり、怒ったソーのヨトゥンヘイム襲撃も手伝って氷の巨人群との休戦協定が不安定となり、ヨトゥンヘイムと戦争寸前までに情勢が悪化した。最終的に全面戦争の危機は回避されるも、巨人群の侵入を手引きしていたロキとソーの争いの中でヘミンビョルグとビフレストが大破する結果となる。
『マイティ・ソー/ダーク・ワールド』
本作では、エーテルに寄生されたジェーンを匿ったことにより、エーテルの奪還を狙うマレキス率いるダーク・エルフ群の襲撃を受け、ソーたちが応戦するものの、ヴァーラススキャルヴは大きな損害を被り、フリッガもアルグリムの手にかかってしまった。その後日にオーディンの指示でビフレストの使用が禁じられたが、ソーはダーク・エルフ討伐のためにジェーンとロキを連れて本国からの脱出作戦を展開。戦友たちの助力を得たソーは、ダーク・エルフのハロウを操縦して国中を豪快に飛び回った結果、脱出に成功した。
しかしソーたちの目を盗んでロキは、人知れずオーディンを国外に追放し、彼に擬態して本国の王位についてしまう。
『マイティ・ソー バトルロイヤル』
ダーク・エルフとの戦いから数年間オーディンに擬態したロキが統治しており、彼の指示により都の一角にロキの巨大な像が建造され、前述の茶番劇を披露していた。
帰国したソーと正体をあばかれたロキが地球のノルウェーでオーディンの最期を看取ると、彼の力で封印されていたヘラが復活・出現し、ビフレストから襲来され、本国の繁栄の真相が明らかになり、多数の戦士たちが倒されるなど大混乱に陥った。ソーたちの応戦もあったが、「アスガルドは“場所”ではなく“民”である」と悟ったソーと、彼の頼みを受けたロキによって復活させられたスルトがラグナロクを引き起こしたことにより、本国の全土は炎上し、宇宙の藻屑となる。
『アベンジャーズ/エンドゲーム』
ダーク・エルフが侵攻する直前である2013年時の本国に、ソーと“ガーディアンズ・オブ・ギャラクシー”のロケットが2023年の未来から来訪する形で登場。ロケットはジェーンからエーテルを分離・回収し、ソーは命を奪われる前のフリッガと交流する。
『ロキ』
本作では、ロキの“変異体”の一人であるシルヴィが存在していた時間軸の本国が登場。国の大まかな景観は、元来の本国と大差ないものであり、幼少期のシルヴィは、ヴァーラススキャルヴでヴァルキリーとフェンリスの人形で遊んでいたところをラヴォーナ・レンスレイヤー率いる“ミニットメン”に逮捕・連行された過去がある。また、ロキによって前述の諺も登場した。

## ニュー・アスガルド（New Asgard）
地球のノルウェー・トンスベルグの海岸に築き上げられた、アスガルド人たちの新たな居住地。創立に至った具体的な経緯は不明だが、デシメーションから5年後、サノスによる襲撃と消滅から九死に一生を得たソーとヴァルキリーを含むアスガルド人たちやコーグ&ミークが暮らすようになり、後にさまざまなエイリアン種族の定住も見られるようになる。また、外敵からの防衛には、かつてのアスガルドと同様にエインヘリャルが当たる。
ソーたちの滅亡した故郷の名を冠してはいるが、栄華を極めていたアスガルドとは大きく異なるほどその自治体規模は小さく、ソーがこの村の長だった時期でもある創立してから間もない頃は、Wi-Fiが繋がるものの寂れた漁村そのものであった。
ザ・ブリップ後にはヴァルキリーたちによって、砕け散ったムジョルニアの野外展示場や、アイスクリームを握るインフィニティ・ガントレットを模したオブジェが目を引く“インフィニティ・コーンズ（INFINITY CONEZ）”というアイスクリーム店が構えられた住宅地など現代的な設備が増築されるだけでなく、スキフのクルーズや演劇も催され、海岸部にも豪華客船が複数隻分停泊するほどの一大観光地へと急成長した。

### 国民
ヴァルキリー（ブリュンヒルデ）（Valkyrie［Brunnhilde］）
北欧神話の楯の乙女“ブリュンヒルド”のモデルである女戦士。かつては、アスガルドの女戦士“ヴァルキリー”の1人だったが、太古の時代にヘラとの戦いで同胞たちを全滅させられ、ただ1人生き延びる。その後はサカールに逃げ延び、賞金稼ぎ“スクラッパー142”として生計を立てるようになった。ソーやブルースたちと出会い、かつての自分を取り戻した。そして、現代ではニュー・アスガルドの王に就任し、国を切り盛りする日々を送っている。
ソー（Thor）
北欧神話の雷神“トール”のモデルであり、アスガルドの第1王子にして、オーディンとフリッガの息子。この村の長に就いていたザ・ブリップの頃には、サノスとの戦いの出来事から自宅に引き篭もってコーグ&ミークと娯楽に明け暮れるだけの怠惰な生活を送っていたが、タイム泥棒とサノスとの最終決戦後にはヴァルキリーに村の長の座を託した。
コーグ（Korg）
かつてサカールで奴隷とされている者たちの中心格的存在だった“クロナン人”。
ミーク（Miek）
イモムシのような外観の昆虫型エイリアン。
シフ（Sif）
北欧神話の女神“シブ”のモデルであるアスガルドの女戦士。女傑の如く男顔負けの戦いぶりを見せる。
ダーク・エルフ侵攻後の動向は長らく描写されていなかったが、ザ・ブリップ後の現代においてはニュー・アスガルドの国民の1人となる。
ソーを演じる役者
演 - ルーク・ヘムズワース
日本語吹替 - 宮本淳
登場作品 -『マイティ・ソー バトルロイヤル』
オーディンに化けたロキがアスガルドの都で披露させていた茶番劇にソー役で出演していた男性で、ソーと雰囲気が若干似通っている。劇でソーが幼少期にロキの魔法でカエルの姿に変えられた旨を打ち明ける。
ロキを演じる役者
演 - マット・デイモン
日本語吹替 - 中村章吾
登場作品 -『マイティ・ソー バトルロイヤル』
ロキが披露させていた茶番劇にロキ役で出演していた男性で、ロキと対照的に厳つい顔つきをしている。台詞を完璧に覚えきれていなかったようで、オーディンに化けたロキが小声で台詞を伝える部分もあった。
オーディンを演じる役者
演 - サム・ニール
日本語吹替 - 宮崎敦吉
ロキが披露させていた茶番劇にオーディン役で出演していた男性で、劇のラストでロキが氷の巨人の子である事実を明示する。

### 各登場作品での描写
『アベンジャーズ/エンドゲーム』
ザ・ブリップの頃の寂れた漁村としてMCU初登場。本作における主な舞台の一つにはならず、描写もそれほど多くは無かったが、デシメーションから5年後に、ブルース/スマート・ハルクとロケットがタイム泥棒実行のためソーを連れ出す目的で来訪。物語のラストでは、“ガーディアンズ・オブ・ギャラクシー”も一時的にこの村の丘に滞在し、彼らと旅立つことを決めたソーがヴァルキリーに村の長の座を託す。
『ソー:ラブ&サンダー』